# Novint Technologies
Novint Technologies, Inc. va ser una corporació constituïda a Delaware i amb seu a Albuquerque, Nou Mèxic, Estats Units. Novint va dissenyar i construir dispositius i programari hàptics o tàctils de 3D. Novint va desenvolupar Novint Falcon, el primer dispositiu tàctil 3D de consum del món, que permet als usuaris utilitzar el seu sentit del tacte a la informàtica. Novint té dues àrees principals d'enfocament, els videojocs i els usos professionals de la seva tecnologia. En els videojocs, el Novint Falcon es pot utilitzar per sentir objectes i esdeveniments en el joc, donant al jugador una experiència més immersiva. Al grup d'aplicacions professionals de Novint, anomenat Advanced Products Group (APG), la tecnologia de Novint s'ha utilitzat per afegir el sentit del tacte a una varietat d'aplicacions i projectes professionals.

## Novint Falcon

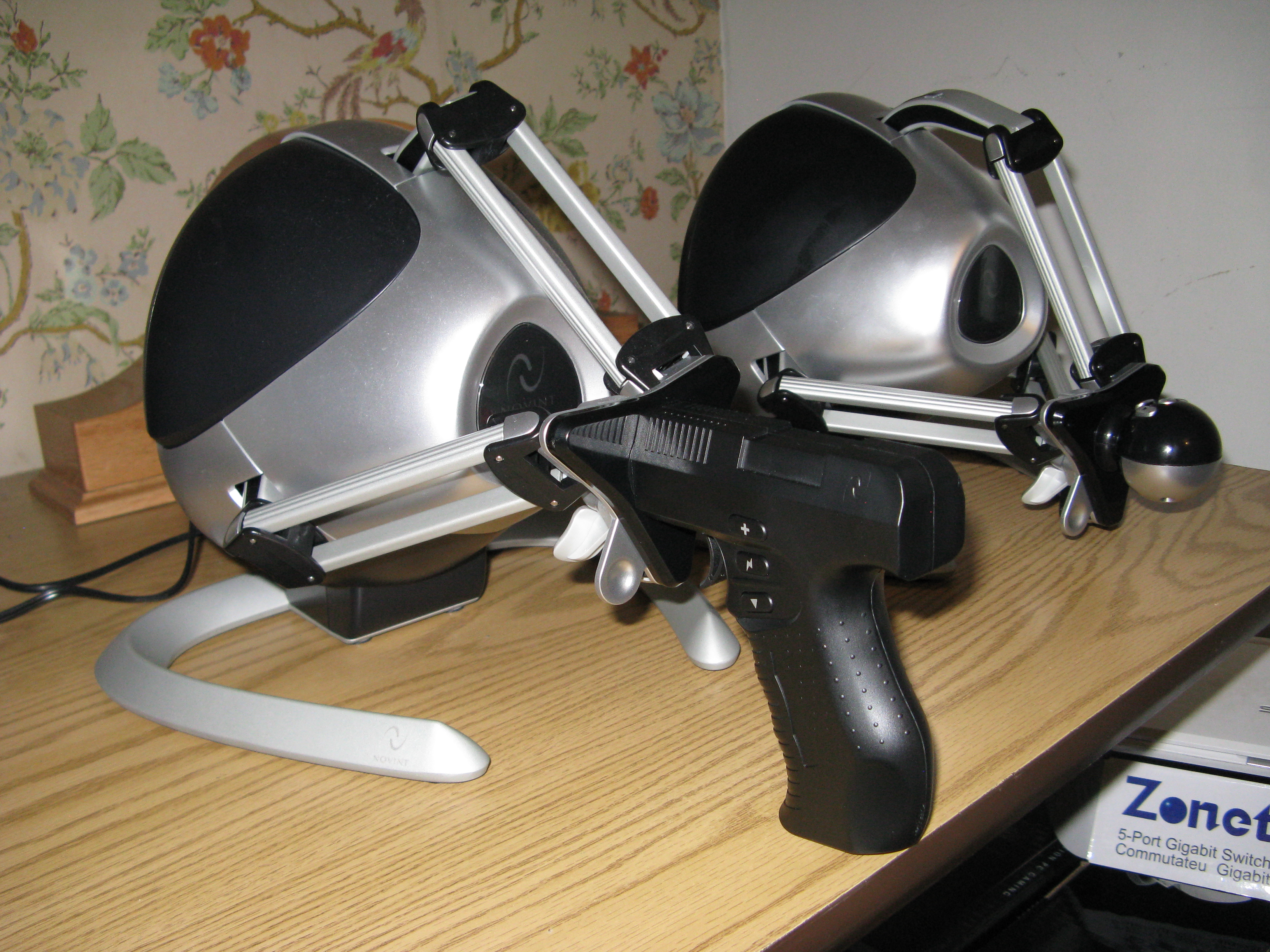
Un parell de Novint Falcons negres. El més proper té l'empunyadura de la pistola enganxada i el més llunyà té l'empunyadura de bola estàndard.

El producte de consum insígnia de Novint és el Novint Falcon, un dispositiu hàptic USB destinat a substituir el ratolí en videojocs i altres aplicacions. El nom de Novint Falcon prové del fet que el falcó és un depredador del ratolí. El Falcon té nanses extraïbles, o agafadors, que l'usuari s'aferra per controlar el Falcon. A mesura que l'usuari mou l'empunyadura en tres dimensions (dreta-esquerra i cap endavant-enrere, com un ratolí, però també cap amunt, a diferència d'un ratolí), el programari del Falcon fa un seguiment d'on es mou l'empunyadura i crea forces que l'usuari pot sentir, enviant corrents als motors del dispositiu. Els sensors del Falcon poden fer un seguiment de la posició del mànec amb una resolució submilimètrica, i els motors s'actualitzen 1000 vegades per segon (1 kHz), donant una sensació de tacte realista. Les superfícies dels objectes virtuals se senten sòlides i poden tenir textures detallades aplicades. El pes i la dinàmica dels objectes es poden simular de manera que es puguin sentir la inèrcia i l'impuls d'un objecte. Es poden sentir les accions i les interaccions d'un personatge en un joc, com la sensació d'un retrocés d'una pistola, el moviment d'un pal de golf o les acceleracions d'un cotxe.
Falcon, en essència, és un robot de consum. Consisteix en la seva agafada connectada mitjançant tres braços a un cos aproximadament cònic, que s'assenta sobre una base en forma d'U. Cadascun dels tres braços entra i surt del cos del Falcó. L'adherència predeterminada és una petita agafada esfèrica amb 4 botons a la part superior. Els botons són el logotip de Novint per al botó principal (que és similar a una "N"), un triangle cap per avall (semblant a una "V"), un llamp (similar a una "N") i un signe més (similar a una "T"), que col·lectivament fan que les lletres "NVNT", les consonants del nom de Novint i el seu símbol de cotització com a empresa pública. Al punt frontal aplanat de la carcassa cònica del Falcon hi ha un logotip de Novint Falcon que s'il·lumina en diferents colors per indicar l'estat del dispositiu. El cos conté 3 motors, cadascun connectat a un dels braços del Falcon mitjançant un cable que s'embolica al voltant d'un cabrestant del motor. A mesura que cadascun dels 3 braços es mou, un sensor òptic connectat a cada motor fa un seguiment dels moviments del braç. Aleshores s'utilitza una funció matemàtica jacobiana per determinar la posició d'un cursor tridimensional en coordenades cartesianes basant-se en les posicions dels braços. Per tant, la posició d'aquest cursor hàptic està controlada pels moviments del Falcon, i el programari de Falcon l'utilitza per determinar les forces que cal aplicar a l'usuari. Els corrents s'envien als motors a una velocitat de servo d'1 kHz per oferir a l'usuari un sentit del tacte precís. D'aquesta manera, es pot aplicar una força a l'adherència en qualsevol direcció, fins a la força màxima (més de 2 lliures de força), cada 1/1000 de segon.
Novint ha desenvolupat diversos accessoris d'adherència. Pel que fa al consumidor, Novint va desenvolupar una empunyadura de pistola, que té la forma d'un mànec de pistola i s'uneix al Falcon en lloc de l'empunyadura esfèrica. Té un botó d'activació principal i 3 botons laterals. Estava pensat per al seu ús en jocs de trets en primera persona "First Person Shooter" (FPS), però en general és una empunyadura ergonòmica que es pot utilitzar per a moltes aplicacions. Novint també ha desenvolupat diverses empunyadures professionals, inclosa una empunyadura de 3 graus de llibertat (3 DOF) que fa un seguiment de les rotacions del mànec, dos dels quals s'accionen amb graus de llibertat i poden presentar forces a l'usuari.

## Programari Novint
El programari tàctil 3D ha estat un enfocament principal de Novint des dels seus inicis, i Novint s'ha centrat més en el programari que en el maquinari. El programari de Novint es va crear per oferir als usuaris un sentit precís del tacte en la informàtica.
Novint crea programari en diverses categories diferents. Ha desenvolupat un programari de controlador de baix nivell anomenat HDAL, que significa Haptic Device Abstraction Layer. HDAL gestiona les comunicacions de baix nivell entre el Falcon i l'ordinador. Novint ha creat una capa de programari per sobre d'HDAL, anomenada HFX (és a dir, Haptics Effects), que s'utilitza per crear efectes de força als jocs. Novint ha desenvolupat una varietat d'aplicacions per als seus projectes professionals. Novint també ha publicat una sèrie de videojocs, alguns dels quals van ser desenvolupats directament per Novint i alguns dels quals eren jocs existents en què Novint va afegir suport per al Falcon. Un grup independent també ha desenvolupat una biblioteca de controladors de codi obert per a Falcon.
Falcon està empaquetat amb 3 aplicacions; un tutorial, un joc anomenat Newton's Monkey Business i el Feelin It Sports Pack. El tutorial permet als usuaris sentir una esfera virtual que pot tenir una varietat de textures aplicades. Per exemple, escollir una textura de gel presenta una superfície dura i relliscosa per interactuar, mentre que el paper de vidre se sent rugós i la melassa presenta una textura viscosa per la qual es pot moure el cursor 3D. El tutorial també mostra la sensació de dinàmica a través d'una pilota connectada a una goma elàstica que es pot girar i una simulació d'agafar una pilota de beisbol amb un guant de receptor. Finalment, el tutorial permet a un usuari disparar una fona virtual que es pot utilitzar per disparar llaunes des d'una tanca. Newton's Monkey Business conté 24 minijocs que conté una varietat de minijocs que mostren molts tipus diferents d'interaccions de joc. El paquet esportiu Feelin It inclou diversos jocs esportius, com ara bitlles, un derbi de jonrones, un tiroteig de tres punts, tennis de taula i Feelin It Golf.
Un dels primers jocs de Novint va ser una descàrrega gratuïta anomenada Haptics Life 2, un Half-Life 2 mod en què s'han substituït els controls del ratolí. amb controls Falcon i 3D Force Feedback es va incorporar. Com a resultat, Falcon transmet al jugador el retrocés de les armes, el pes dels objectes transportats, el dany causat al personatge i les acceleracions del personatge i del vehicle. Cada arma del joc té un retrocés diferent i tangible.
Novint ha desenvolupat una varietat de jocs addicionals en una gran varietat de gèneres. A partir del 2009, Novint havia publicat més de 50 títols que funcionen amb Falcon. La majoria de la biblioteca de jocs de Novint es basa en jocs existents als quals Novint ha afegit un toc.
Novint està llançant actualment 2 tipus de suport de jocs, FalconHD i F-Gen. Els jocs FalconHD són jocs en què Novint té llicència d'accés al codi font per a un joc i integra forces directament al joc. Els jocs F-Gen utilitzen l'aplicació F-Gen de Novint per afegir controls i forces als jocs. Novint i la seva comunitat continuaran desenvolupant modificacions o modificacions als jocs, però generalment es classifiquen mitjançant el suport F-Gen.
F-Gen es va desenvolupar per crear un nombre més gran de jocs i aplicacions compatibles per al Novint Falcon, entenent que el control i les forces de moltes interaccions en jocs/aplicacions es podrien implementar sense accés al codi font. Per tant, Novint va desenvolupar un sistema, F-Gen, on la seva comunitat i els mateixos usuaris podien afegir suport per a jocs i aplicacions, compartir el seu treball i obtenir més suport per a jocs i aplicacions més ràpidament, això és més robust. F-Gen va ser dissenyat per ser una eina comunitària. Inclou un llenguatge de script potent i la possibilitat d'afegir "eines" de F-Gen, que poden afegir funcionalitats a F-Gen.
Els controladors F-Gen emulen un ratolí i es poden personalitzar, fent que el Falcon funcioni amb qualsevol joc de PC o qualsevol aplicació per a PC. Els usuaris poden ajustar les escales de moviment per al control del Falcon i desar la configuració per a diversos jocs. Els botons d'adherència es poden assignar a diferents controls dels jocs. Novint està desenvolupant un sistema de reconeixement de gestos, anomenat Gesture Cube o G-Cube, en el qual un usuari pot accedir fàcilment a 36 gestos senzills de recordar per activar qualsevol tecla o macro. Un moviment, com ara moure's cap a la dreta i després avançar, podrà encendre una llanterna (juntament amb senyals hàptics per facilitar el control dels moviments), mentre que cap avall podria fer que el personatge s'ajupi. El G-Cube es podrà utilitzar universalment en altres aplicacions, com ara l'assignació d'avançada cap amunt per "tallar", mentre que l'avançada cap avall es podria assignar per "enganxar".
Més enllà dels títols FalconHD, hi ha 3 nivells de suport de jocs per a F-Gen. Són F-Gen Bronze, F-Gen Silver i F-Gen Gold. F-Gen Bronze només serà un suport bàsic del ratolí amb entrades personalitzades. F-Gen Silver tindrà forces bàsiques. F-Gen Gold tindrà un fort suport d'informació forçada.

### Jocs Novint
Amb la versió beta de F-Gen, tots els jocs de PC es poden jugar amb el Novint Falcon. Novint i la comunitat de Novint estan afegint controladors específics dins de F-Gen per afegir més forces a molts jocs.

## Història
El 1995, Sandia National Laboratories, un laboratori del govern dels Estats Units, va comprar un dels primers dispositius hàptics 3D comercials del món i va començar a desenvolupar programari hàptic. Sandia va fer recerca bàsica i haptic sobre com utilitzar la tecnologia per a la visualització científica. Va ser una de les primeres empreses del món centrades exclusivament en el vessant del programari del camp de l'hàptica. Anderson va dirigir el projecte a Sandia fins a l'any 2000, moment en què va fundar Novint. Novint va adquirir una llicència exclusiva per a la tecnologia i va començar a comercialitzar-la.
La visió de Novint era que la tecnologia podria canviar fonamentalment la informàtica, afegint un dels nostres sentits i experiències humanes més bàsiques als ordinadors. Tenint en compte aquesta visió, Novint es va centrar inicialment en les aplicacions de consum, però ràpidament es va trobar en una situació en què la bombolla de punt com estava esclatant i els mercats s'estaven col·lapsant. Les inversions del 2001 van ser difícils d'aconseguir per a una empresa en fase inicial, de manera que Novint va centrar els seus esforços en aplicacions professionals de gamma alta.
Novint va passar diversos anys centrant-se en el desenvolupament personalitzat per a diverses empreses, com ara Lockheed Martin, Chrysler, Chevron, Mobil, Aramco, Sandia National Laboratories i la Universitat Harvard, entre d'altres.
L'any 2004, el cost del maquinari hàptic 3D encara era molt elevat, més de 10.000 dòlars. Novint va considerar que per tornar a avançar cap a l'espai del consumidor, hauria de desenvolupar un dispositiu de maquinari a nivell de consumidor. Novint va assumir el desafiament descoratjador d'agafar un dispositiu hàptic de 15.000 dòlars, amb llicència de la seva empresa associada Force Dimension, i convertir aquest dispositiu en un dispositiu de nivell de consumidor, prou robust per als jugadors, però encara té la fidelitat per utilitzar-lo en simulacions quirúrgiques.
El 2006 Novint havia pres el disseny car i de gamma alta i, treballant amb Lunar Design, va fer un prototip de nivell de consumidor. El juny de 2006, Novint es va fer pública a l'OTC:BB sota el símbol NVNT. A finals de 2006, Novint va establir una associació amb V-Tech per fabricar el Falcon a la Xina.
Al CES de 2007, Novint va anunciar plans per llançar el Novint Falcon com a dispositiu de consum, i el 18 de juny de 2006 (el 32è aniversari de Tom Anderson) Novint va llançar el primer dispositiu tàctil 3D de consum del món, després d'haver reduït efectivament el cost del maquinari dues vegades. ordres de magnitud (1/100 del cost original).
En aquell moment, Novint tenia una solució de maquinari sòlida, però va considerar que necessitava un millor suport de jocs, que era un dels focus principals de l'empresa. El maig de 2008, Novint va signar un acord amb Electronic Arts per llicenciar 7 títols de jocs AAA. Aleshores Novint va signar acords de llicència amb altres editors i desenvolupadors, inclosa Valve.
El juny de 2009, Valve va publicar actualitzacions a Half-Life 2: Episode One, Half-Life 2: Episode Two, Portal i Team Fortress 2 afegint suport de joc per a Novint Falcon.
El desembre de 2009, Novint va llançar la primera versió beta de F-Gen, una eina que permetia l'ús del Falcon a Windows com si fos un ratolí. El programa també incloïa una funcionalitat de script que teòricament permetia als usuaris integrar el Falcon en pràcticament qualsevol joc.
El febrer de 2010, Novint va llançar la seva segona versió beta del seu programari F-Gen, integrant la seva funcionalitat G-cube patentada. Més tard aquell mateix mes van llançar un petit pedaç dll per solucionar un error que havia sorgit a la funcionalitat del botó. Tant la beta com el pedaç es van publicar només als fòrums de Novint.